# José Hernández
José Hernández (General San Martín, Província de Buenos Aires, 10 de novembro de 1834 - Belgrano, 21 de outubro de 1886) foi um poeta, político e jornalista argentino, conhecido, principalmente, pelo livro Martín Fierro, considerado o livro pátrio da Argentina.

## Biografia

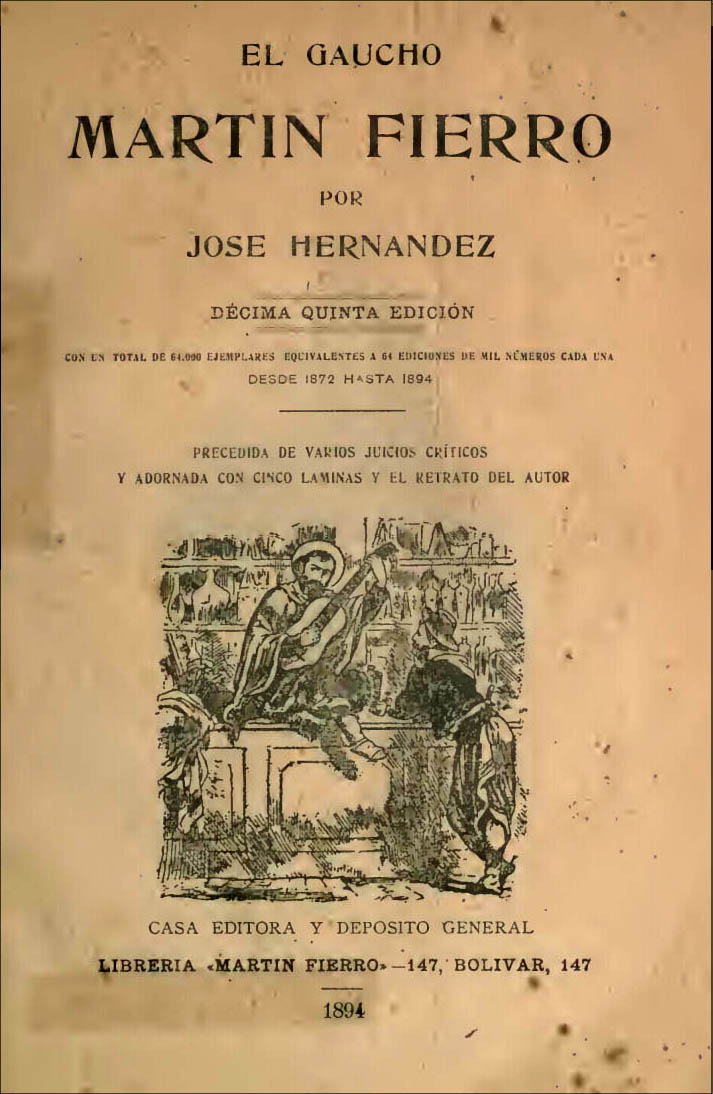
Martín Fierro.

Filho de Rafael Hernández e Isabel Pueyrredón (sobrinha de Juan Martín de Pueyrredón). Viveu seus primeiros anos de vida no bairro de Pueyrredón, o qual deixou em 1840, uma vez que sua família teve de se transferir para o interior da província, por razões de trabalho.
Interessou-se muito pelos estudos quando iniciou sua escola primária, porém foi obrigado a deixar os livros por conta de uma doença repentina, tendo de viver no campo para buscar sua recuperação. Por este motivo, aprendeu tudo o que sabia por conta própria: observador atento da arte da criação de gado, dirigida pelo padre e exercida pelos gaúchos, participou ajudando nessas tarefas. Como era ainda jovem, teve contato com o estilo de vida, a língua e os códigos de honra dos gaúchos.
Hernández era autodidata e, por meio de numerosas leituras, adquiriu firmes ideias políticas. Entre 1852 e 1872, época de grande agitação política, defendia a ideia de que as províncias não deveriam permanecer ligadas às autoridades centrais estabelecidas em Buenos Aires.
Participou de uma das rebeliões federais, mais especificamente a primeira, encabeçada por Ricardo López Jordán, também chamada de Revolução Jordanista, que terminou em 1871 com a derrota dos gaúchos e o exílio de Hernández no Brasil. Após essa revolução, tornou-se, por pouco tempo, assessor do general revolucionário, porém, com o tempo, distanciou-se do mesmo.
Quando voltou para a Argentina, em 1872, continuou sua luta utilizando a imprensa como seu meio de avançar com suas ideias. Também desempenhou a função de Deputado e Senador da província de Buenos Aires. Como senador, defendeu a federalização de Buenos Aires por meio de um memorável discurso, opondo-se a Leandro Alem.
Entretanto, foi através de sua poesia que conseguiu eco para suas propostas e a mais valiosa contribuição para a causa dos gaúchos. El gaucho Martín Fierro (1872) e sua continuação, La vuelta de Martín Fierro (1879), juntas, formam um poema épico popular. É considerada, geralmente, a principal obra da literatura argentina.
No ano de 2007, quando acontecia a Feira do Livro de Buenos Aires, o Museu do Desenho e da Ilustração apresentou sua mostra Martín Fierro: Contrapunto y algo más, na qual apreciava-se a visão dos ilustradores sobre os feitos relatados por José Hernández. Nessa mostra, expuseram-se originais feitos para as diferentes edições de Martín Fierro. Exibiram-se obras de Adolfo Belloc, Carlos Alonso, Juan Carlos Castagnino, Aida Carballo, Norberto Onofrio, Eleodoro Marenco e outros 20 artistas.
Hernández faleceu em Buenos Aires em 1886, acometido por um problema cardíaco. Seus restos mortais estão no cemitério da Recoleta, Buenos Aires, Argentina.
No dia 10 de novembro, celebra-se, em sua homenagem, o Dia da Tradição na Argentina.

## Obras
- Vida del Chacho - 1863
- El Gaucho Martín Fierro - 1872
- La Vuelta de Martín Fierro - 1879
- Instrucción del Estanciero - 1881